# Komatsu D575A

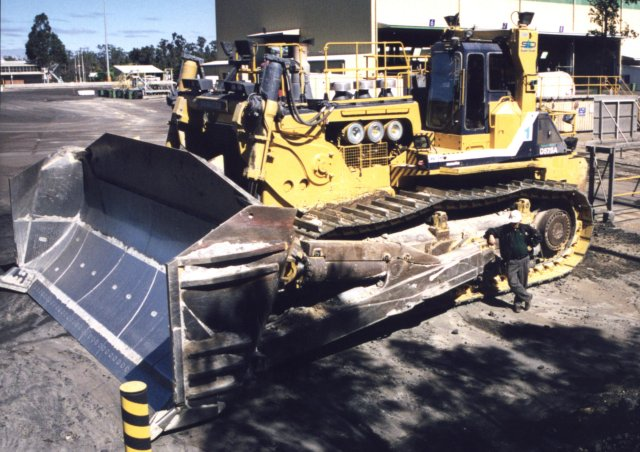
Die Komatsu D575A ist die größte und leistungsstärkste Schubraupe, die jemals in Serie gefertigt wurde. Abgebildet ist das Modell D575A-2 SD.

Die Komatsu D575A ist eine zwischen 1991 und 2012 gebaute Schubraupe des japanischen Maschinenbauunternehmens Komatsu und gilt als die größte und leistungsstärkste Serienmaschine dieser Bauart weltweit. Sie wurde vorrangig für den Einsatz in großen Tagebauen und im schweren Erdbau entwickelt.

## Geschichte
Einen ersten Prototyp für eine besonders große Schubraupe stellte Komatsu 1981 auf der Conexpo in Houston vor. Die damals als D555A bezeichnete Maschine verfügte über einen Dieselmotor mit 1000 PS und ein Einsatzgewicht von 113 Tonnen. Aufgrund wirtschaftlich ungünstiger Rahmenbedingungen wurde die Weiterentwicklung zur Serienreife zunächst verschoben. Erst Ende der 1980er Jahre nahm Komatsu die Entwicklung wieder auf.
1991 erschien schließlich das erste Serienmodell der D575A-2 Super Ripper, mit 1050 PS Motorleistung und einem Einsatzgewicht von 145 Tonnen. 1995 folgte die D575A-2 Super Dozer mit einem Gewicht von 157 Tonnen und 1150 PS Motorleistung.
Im Jahr 2001 brachte Komatsu die weiterentwickelte Generation D575A-3 auf den Markt, ebenfalls in den Ausführungen SR und SD. Die Produktion lief bis 2012 und endete aufgrund der geringen Nachfrage nach insgesamt zwölf Einheiten. Insgesamt baute Komatsu zwischen 1991 und 2012 nur 53 Maschinen.

## Modelle und technische Daten
Die D575A wurde in den zwei Varianten „Super Ripper“ (kurz SR) und „Super Dozer“ (kurz SD) angeboten. Der wesentliche Unterschied zwischen den beiden bestand in den Anbaugeräten. Die Super-Dozer-Variante verfügte über ein besonders großes Schild, während bei der Super-Ripper-Version ein kleineres Schild und ein größerer Heckaufreißer angebaut waren.
Nachfolgend werden die technischen Eckdaten der D575A-3 Super Dozer genannt. Diese ist mit einem 12-Zylinder-Dieselmotor des Typs SA12V170E ausgestattet, der bei einem Hubraum von 46,3 Litern eine Leistung von 1150 PS (858 kW) bei 1800 Umdrehungen pro Minute hat. Das Einsatzgewicht der Maschine beträgt 152,6 Tonnen. Die Abmessungen liegen bei 11,72 Metern in der Länge, 7,4 Metern in der Breite und 4,88 Metern in der Höhe. Der Tank fasst 2100 Liter Dieselkraftstoff. Das Schild kann bis zu 69 Kubikmeter Erdreich bewegen.
Der wassergekühlte 4-Takt-Dieselmotor arbeitet mit Direkteinspritzung und ist mit einem Turbolader sowie einem Ladeluftkühler ausgestattet. Eine Besonderheit stellt der sogenannte „Lock-up-Modus“ dar: In diesem kann der Drehmomentwandler mechanisch überbrückt werden, wodurch die Motorleistung ohne Verluste direkt auf das Getriebe übertragen wird. Dies erhöhte die Effizienz des Antriebs, senkt den Kraftstoffverbrauch und führt zu kürzeren Arbeitszyklen bei gleichzeitig höherer Produktivität.